# Rio Brumado (vattendrag i Brasilien, Minas Gerais)
Rio Brumado är ett vattendrag i Brasilien.   Det ligger i delstaten Minas Gerais, i den sydöstra delen av landet, 700 km sydost om huvudstaden Brasília.
Omgivningarna runt Rio Brumado är huvudsakligen savann. Runt Rio Brumado är det ganska tätbefolkat, med 83 invånare per kvadratkilometer.